# Strusshamn på Askøy
Strusshamn este o localitate din comuna Askøy, provincia Hordaland, Norvegia.